# グランドゲデ郡
グランドゲデ郡（グランドゲデぐん、英語: Grand Gedeh County）は西アフリカはリベリアの15ある郡（County）の中の1郡である。リベリア内陸の北東部コートジボワールと国境を接した場所に位置する。面積は10,480km2で人口は216,692人（2022年国勢調査）である。中心地はズウェドル。
1964年、東部州の廃止に伴い設置された。2000年6月、郡南東部がリバージー郡として分立した。

## 隣接行政区画
- ニンバ郡
- シノエ郡
- リバージー郡
- モンターニュ地方

## 下位行政区画
グランドゲデ郡は3地区（District）に分かれている。
- グバルゾン地区（Gbarzon District）
- コノボ地区（Konobo District）
- チェン地区（Tchien District）

1980年軍事クーデターを起こしたサミュエル・ドウ元大統領のクラン族が住む。